# Florian Sump

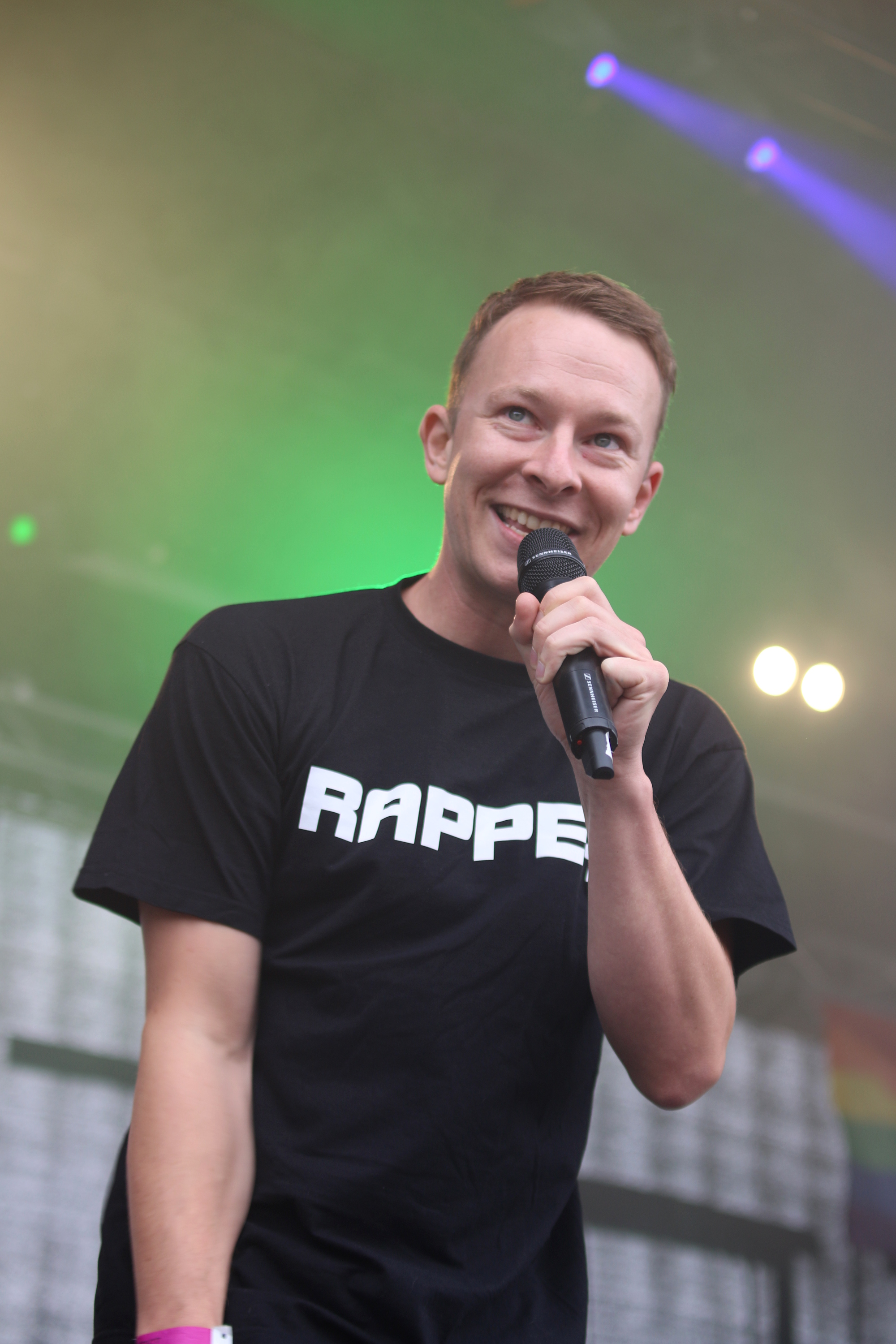
Florian Sump, 2014

Florian Sump (* 26. Juni 1981 in Flensburg) ist ein deutscher Musiker.

## Leben
Während der Schulzeit an der Kooperativen Gesamtschule Flensburg-Adelby (KGS Adelby, seit 1993 Kurt-Tucholsky-Schule) in Flensburg gründete er 1991 gemeinsam mit Kai Fischer eine Band, in der er als Schlagzeuger spielte. Später kamen Kim Frank, Andreas Puffpaff und Gunnar Astrup hinzu. Unter dem Namen Echt konnten sie sich zwischen 1998 und 2002 als Popmusiker in den deutschen Charts etablieren. Sump fungierte auch als Textdichter für die Gruppe.
Nach Auflösung der Band übernahm er Gelegenheitsjobs als Wurstverkäufer, Videothekar, Umzugshelfer und Reinigungskraft. Unter dem Pseudonym Jim Pansen arbeitete er unterdessen an musikalischen Solo-Projekten im Bereich Rap und Hip-Hop und begann 2007 wieder Musik zu veröffentlichen.
Seit 2008 ist er als Erzieher in einer Hamburger Kita tätig, was 2011 Gegenstand der TV-Doku Flo und seine Hip Hop Kids von Christian Mertens war.
2012 gründete er gemeinsam mit Markus Pauli und Lukas Nimscheck die seither regelmäßig in den Charts vertretene Band Deine Freunde. In der achten Staffel der Sat.1-Sendung The Voice Kids trat Sump 2020 gemeinsam mit Bandkollege Lukas Nimscheck als einer von vier Coaches auf.
2023 wirkte er in tragender Rolle an einer vielbeachteten dreiteiligen Musikdoku ECHT – Unsere Jugend seiner früheren Band Echt mit.

## Diskografie (Auswahl)

### Echt
siehe Diskografie Echt

### Jim Pansen
- Jim Pansen und die verbotene Frucht. Aplus Entertainment, Hamburg, 2008

### Deine Freunde
siehe Diskografie Deine Freunde

## Filmografie (Auswahl)

### Darsteller
- 2011: Flo und seine Hip Hop Kids, Dokumentarfilm (als er selbst)
- 2023: Echt – unsere Jugend, Dokumentarfilm-Trilogie (als er selbst)